# Дампьер-сюр-Салон
Дампье́р-сюр-Сало́н (фр. Dampierre-sur-Salon) — коммуна во Франции, находится в регионе Франш-Конте. Департамент — Верхняя Сона. Административный центр кантона Дампьер-сюр-Салон. Округ коммуны — Везуль.
Код INSEE коммуны — 70198.

## География
Коммуна расположена приблизительно в 290 км к юго-востоку от Парижа, в 45 км северо-западнее Безансона, в 37 км к западу от Везуля.
По территории коммуны протекает река Салон.

## Население
Население коммуны на 2010 год составляло 1303 человека.
| 1962 | 1968 | 1975 | 1982 | 1990 | 1999 | 2010 |
| ---- | ---- | ---- | ---- | ---- | ---- | ---- |
| 931  | 1076 | 1205 | 1237 | 1227 | 1219 | 1303 |

## Администрация
| Период | Период | Фамилия         | Партия | Примечания |
| ------ | ------ | --------------- | ------ | ---------- |
| 1944   | 1947   | Андре Муре      |        |            |
| 1947   | 1952   | Рене Луво       |        |            |
| 1952   | 1965   | Жорж Вальтфогль |        |            |
| 1965   | 1982   | Бернар Луво     |        |            |
| 1982   | 1989   | Эмиль Магю      |        |            |
| 1989   | 1999   | Берти Терро     |        |            |
| 1999   | 2014   | Жан-Пьер Мопен  |        |            |

## Экономика
В 2010 году среди 765 человек трудоспособного возраста (15—64 лет) 555 были экономически активными, 210 — неактивными (показатель активности — 72,5 %, в 1999 году было 74,1 %). Из 555 активных жителей работали 507 человек (272 мужчины и 235 женщин), безработных было 48 (21 мужчина и 27 женщин). Среди 210 неактивных 39 человек были учениками или студентами, 95 — пенсионерами, 76 были неактивными по другим причинам.

## Достопримечательности
- Дом владельца кузницы, затем принадлежавший политику, поэту и шансонье Морису Куиба[фр.] (1785 год). Исторический памятник с 1993 года[3]

## Фотогалерея

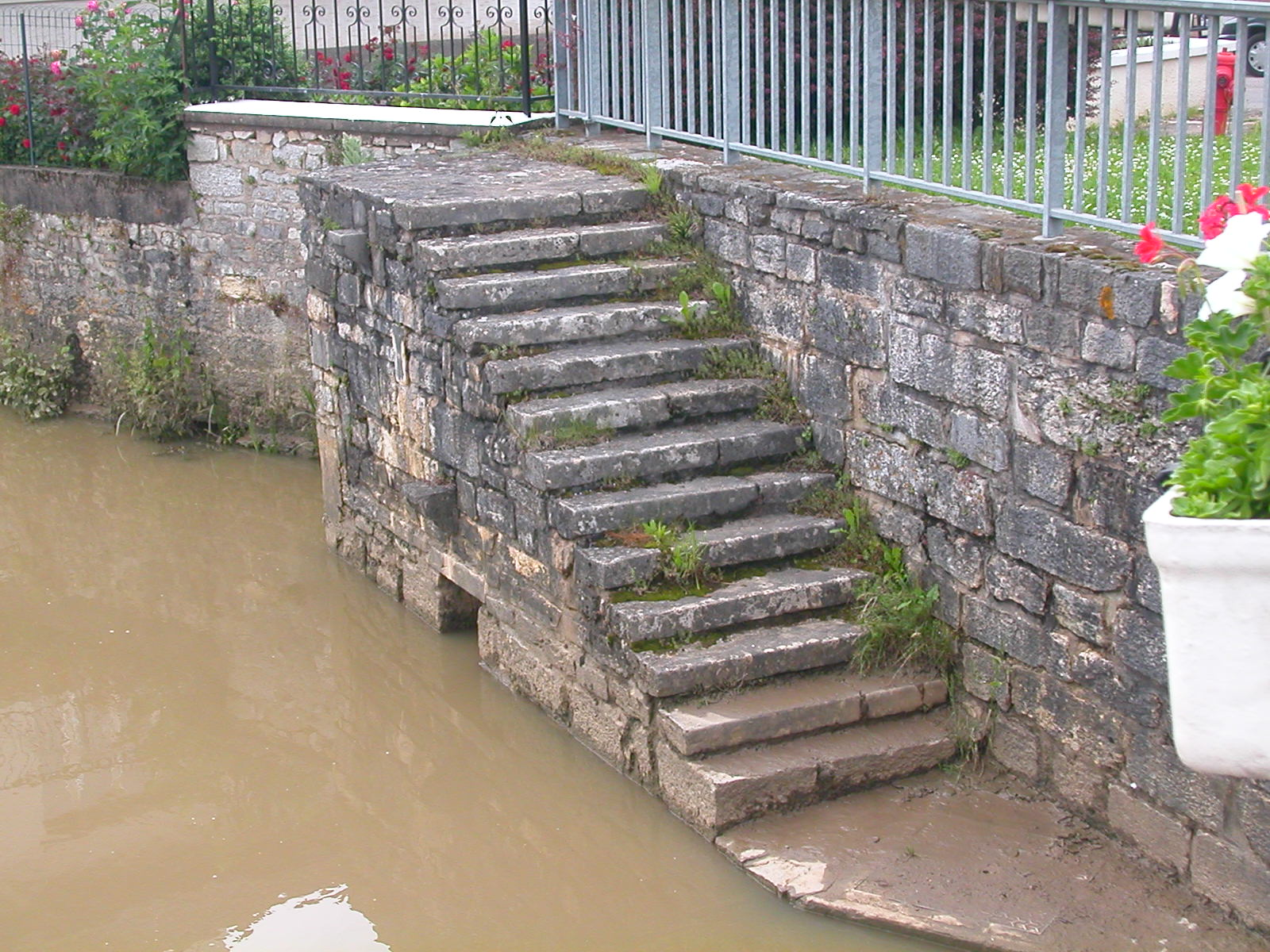
Лестница, спускающаяся к реке Салон
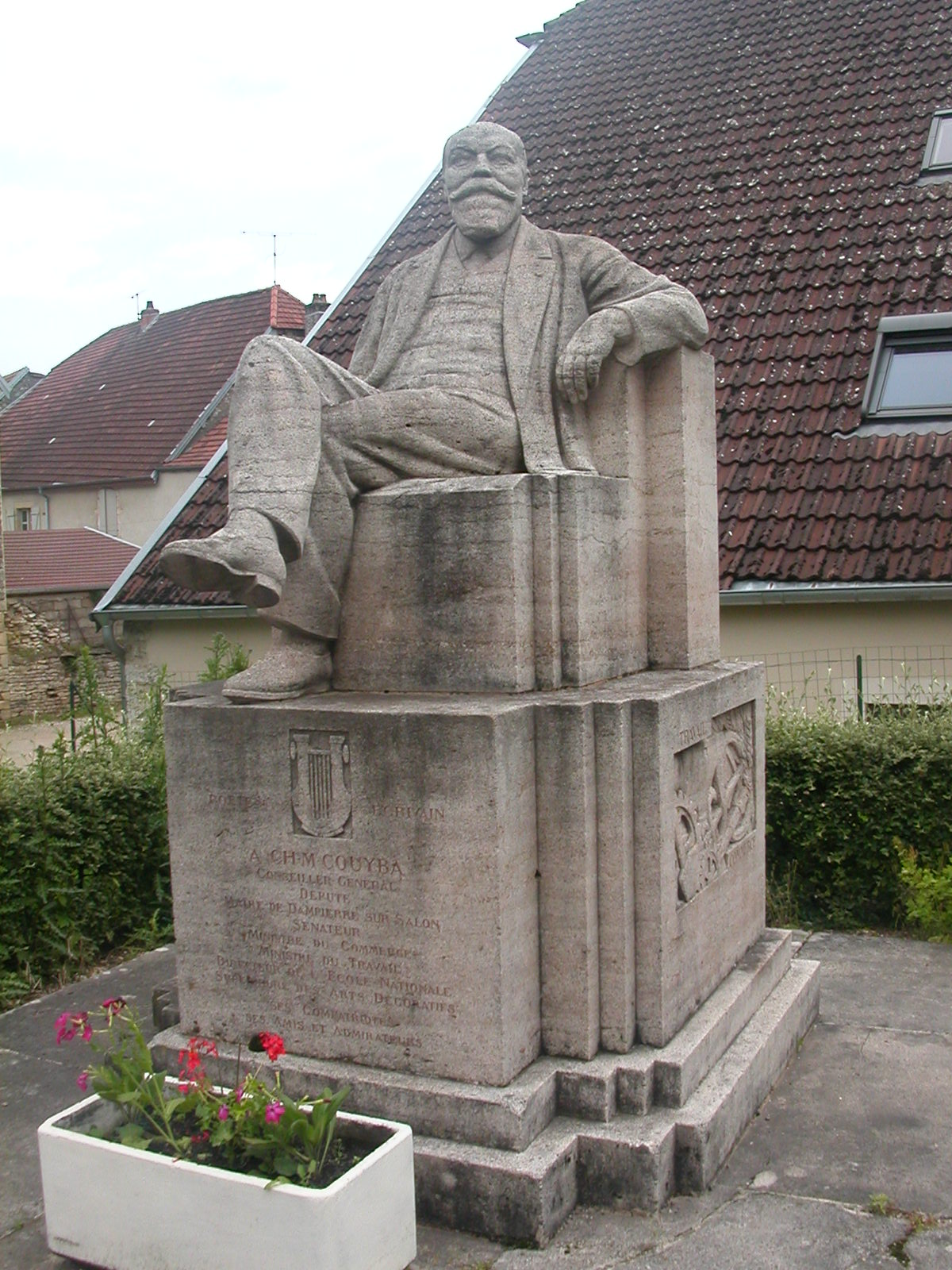
Памятник Морису Куиба[фр.]
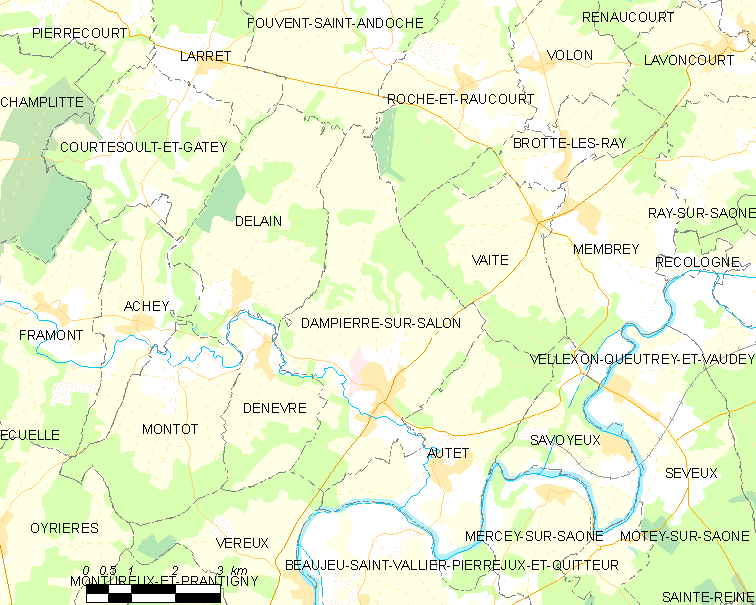
Карта коммуны